# 제니퍼 연쇄 살인 사건
제니퍼 연쇄 살인 사건(Jennifer Eight)은 미국에서 제작된 브루스 로빈슨 감독의 1992년 스릴러, 미스터리 영화이다. 앤디 가르시아 등이 주연으로 출연하였고 게리 루체시 등이 제작에 참여하였다.

## 출연

### 주연
- 앤디 가르시아
- 랜스 헨릭슨
- 우마 서먼
- 그레이엄 백켈

### 조연
- 케시 베이커
- 케빈 콘웨이
- 존 말코비치
- 페리 랑
- 니콜라스 러브
- 마이클 오닐
- 폴 베이츠
- 밥 건튼
- 레니 본 돌렌
- 브라이언 라킨
- 데본 에이어
- 에디 코비치
- 켄 캠록스
- 캐롤 슈나이더
- 프랭크 버니
- 마이크 윈로
- 제프리 조셉슨
- 토머스 J. 헤이지보엑
- 조 드라고
- 조나스 퀘스텔

## 제작진
- 협력프로듀서: 그레이스 길로이
- 협력프로듀서: 스티븐 림
- 미술: 리처드 맥도널드
- 세트: 캐시 할렌벡
- 세트: 엘리자베스 윌콕스
- 의상: 주디 L. 러스킨
- 배역: 빌리 홉킨스